# Redwall
A Redwall egy brit–francia–kanadai koprodukcióban készült animációs sorozat. A produkció alapjául az ugyanilyen című könyvsorozat szolgált, amelyet Brian Jacques írt. A sorozat a könyv cselekményét folytatja. Egy egérről és a családjáról szól. A falujukban több más szereplő is él. Egyszer egy patkány megtámadta a falut. Ő a sorozat főgonosza. Célja, hogy elpusztítsa Redwallt, a barátait, illetve a falut. Egér hősünk azonban nem hagyja ezt annyiban, és mindig megküzd a gonosz patkánnyal és a seregével. A sorozat 3 évadot élt meg 39 epizóddal. 22 perces egy epizód. Külföldön 1999. szeptember 8-tól 2002. február 25-ig ment. Magyarországon a Minimax mutatta be. Magyar bemutató ismeretlen. Nagy-Britanniában, illetve más országokban, több tévécsatorna is vetítette.

## Magyar változat
A szinkront a Minimax megbízásából a Subway Studio készítette.
Szinkronrendező: Berzsenyi Zoltán
Produkciós vezető: Kicska László
Magyar hangok
- Hamvas Dániel - Mathias
- Kardos Bence - Mattimeo
- Kapácsy Miklós
- Makay Andrea
- Molnár Zsuzsa
- Fehér Péter
- Holl Nándor
- Molnár Ilona
- Faragó András
- Vári Attila
- Pupos Tímea